# Louise Goff Reece

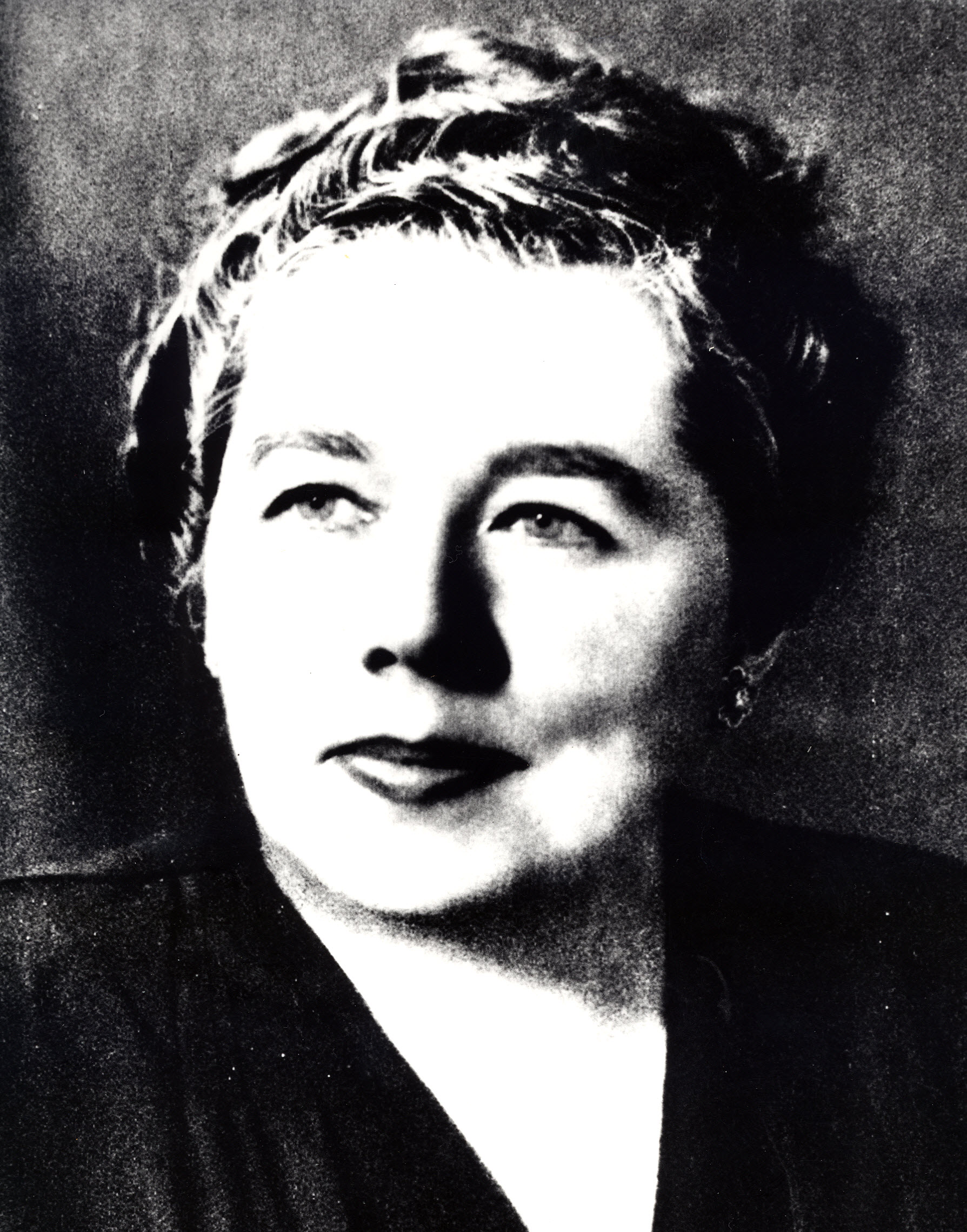
Louise Goff Reece

Louise Goff Reece (* 6. November 1898 in Milwaukee, Wisconsin; † 14. Mai 1970 in Johnson City, Tennessee) war eine US-amerikanische Politikerin. Zwischen 1961 und 1963 vertrat sie den Bundesstaat Tennessee im US-Repräsentantenhaus.

## Werdegang
Louise Reece war die Tochter von US-Senator Guy D. Goff (1866–1933) und damit auch Enkelin von Nathan Goff (1843–1920), der den Staat West Virginia in beiden Kammern des Kongresses vertrat. Später heiratete sie den Kongressabgeordneten B. Carroll Reece. Sie besuchte die Miss Treat’s School, das Milwaukee Downer Seminary und die Miss Spence’s School in New York City. Danach war sie Vorstandsmitglied der First Peoples Bank in Johnson City sowie Vorstandsvorsitzende der Carter County Bank in Elizabethton. In Clarksburg leitete sie den familieneigenen Betrieb Goff Properties.
Nach dem Tod ihres Mannes, der während seiner Zeit als Kongressabgeordneter verstarb, wurde sie als Kandidatin der Republikanischen Partei bei der fälligen Nachwahl für den ersten Sitz von Tennessee als dessen Nachfolgerin in das US-Repräsentantenhaus in Washington, D.C. gewählt, wo sie am 16. Mai 1961 ihr neues Mandat antrat. Bis zum 3. März 1963 beendete sie die angebrochene Legislaturperiode im Kongress. Bei den Wahlen des Jahres 1962 verzichtete sie auf eine weitere Kandidatur.
Nach ihrem Ausscheiden aus dem US-Repräsentantenhaus betrieb Louise Reece ihre umfangreichen privaten Geschäfte in Tennessee und West Virginia. Sie starb am 14. Mai 1970 in Johnson City.